# Color Change!
Color Change! (deutsch Farbwechsel) ist das achte Studioalbum der japanischen Sängerin Crystal Kay. Das Album wurde am 6. August 2008 in Japan veröffentlicht und debütierte in der ersten Woche auf Platz 8 mit 15.519 verkauften Einheiten in den Oricon-Charts in Japan.

## Details zum Album
Color Change! wurde in einer regulären CD- und in einer limitierten CD+DVD-Version veröffentlicht. Die CD enthält zwölf Lieder und die DVD drei Musikvideos, darunter die Musikvideos zu Dream World, Shining und Namida no Saki ni, besonders daran ist, dass das Lied Dream World, als Titel, auf ihrem siebten Studioalbum All Yours verfügbar war, allerdings als Musikvideo auf Color Change! ist. Einige Lieder wurden von Jimmy Jam und Terry Lewis produziert (Itoshiihito und I Can't Wait) und außerdem produzierte auch das Team Bloodshy & Avant das englischsprachige Lied It's a Crime. Der Titel Color Change! (dt. Farbwechsel) ist durch ihren Abschluss 2008, an der Sophia-Universität, entstanden. Obwohl sich das Album über 33.000-mal verkaufen konnte, wurde es von der RIAJ mit dem Gold-Status ausgezeichnet. Die RIAJ vergibt den Gold-Status erst bei 100.000 verschifften CDs.
- Katalognummern – Reguläre CD-Version: ESCL-3111[4]; Limitierte CD+DVD-Version: ESCL-3109/10[5]

## Titelliste

### CD
| #   | Titel                          | Übersetzung           | Länge |
| --- | ------------------------------ | --------------------- | ----- |
| 1.  | Namida no Saki ni (涙のさきに) | Nach den Tränen       | 3:48  |
| 2.  | One                            | Eine                  | 4:03  |
| 3.  | Good Times                     | Gute Zeiten           | 4:20  |
| 4.  | Help Me Out                    | Hilf mir raus         | 3:46  |
| 5.  | Itoshiihito                    | Liebling              | 3:27  |
| 6.  | Kaerimichi (帰り道)            | Der Weg nachhause     | 4:18  |
| 7.  | Toki no Kakera (トキノカケラ)  | Teile der Zeit        | 4:29  |
| 8.  | Time Goes By                   | Die Zeit vergeht      | 3:33  |
| 9.  | I Can't Wait                   | Ich kann nicht warten | 4:39  |
| 10. | Shining                        | Strahlend             | 4:46  |
| 11. | It's a Crime                   | Es ist ein Verbrechen | 3:17  |
| 12. | History                        | Geschichte            | 4:03  |

### DVD
| #  | Titel                          | Anmerkung  |
| -- | ------------------------------ | ---------- |
| 1. | Dream World                    | Musikvideo |
| 2. | Shining                        | Musikvideo |
| 3. | Namida no Saki ni (涙のさきに) | Musikvideo |

## Verkaufszahlen und Charts-Platzierungen

### Charts
| Charts                               | Positionen |
| ------------------------------------ | ---------- |
| Tägliche Oricon Album-Charts         | 6          |
| Wöchentliche Oricon Album-Charts     | 8          |
| Jährliche Oricon Album-Charts (2008) | 289        |

### Verkäufe
| Charts              | Erste Woche | Insgesamt | Charts-Aufenthalt |
| ------------------- | ----------- | --------- | ----------------- |
| Oricon Album-Charts | 15.519      | 33.290    | Sieben Wochen     |